# Günther Krauss (Hockeyspieler)
Günther Krauss (* 17. Dezember 1940 in Mönchengladbach) ist ein ehemaliger deutscher Hockeyspieler, der 1968 Olympiavierter wurde.

## Karriere
Günther Krauss spielte beim Gladbacher HTC und wurde mit dieser Mannschaft 1966 Deutscher Meister in der Halle und im Freien. 1967 verteidigten die Gladbacher ihren Hallentitel aus dem Vorjahr, die Freiluftmeisterschaft wurde 1967 nicht ausgetragen. Außer Günther Krauss spielten auch sein Bruder Friedhelm Krauss und sein Cousin Uli Vos in der Gladbacher Mannschaft.
1961 debütierte Günther Krauss in der deutschen Hockeynationalmannschaft. Bei den Olympischen Spielen 1968 in Mexiko-Stadt wirkte er in sechs von sieben Vorrundenspielen mit. Im Auftaktspiel gegen Belgien erzielte er beide deutschen Treffer zum 2:0. Im einzigen Länderspiel gegen die Auswahl der DDR schoss der Verteidiger und Strafeckenspezialist alle drei Tore zum 3:2-Sieg. Im Halbfinale gegen Pakistan unterlag er mit der deutschen Mannschaft in der Verlängerung mit 0:1. Krauss spielte auch im Spiel um den dritten Platz gegen die indische Mannschaft, die Inder siegten mit 2:1.
Insgesamt wirkte Günther Krauss von 1961 bis 1969 in 44 Länderspielen mit.